# Acanthodelta echo
Acanthodelta echo är en fjärilsart som beskrevs av Walker 1858. Acanthodelta echo ingår i släktet Acanthodelta och familjen nattflyn. Inga underarter finns listade i Catalogue of Life.